# スギヨ

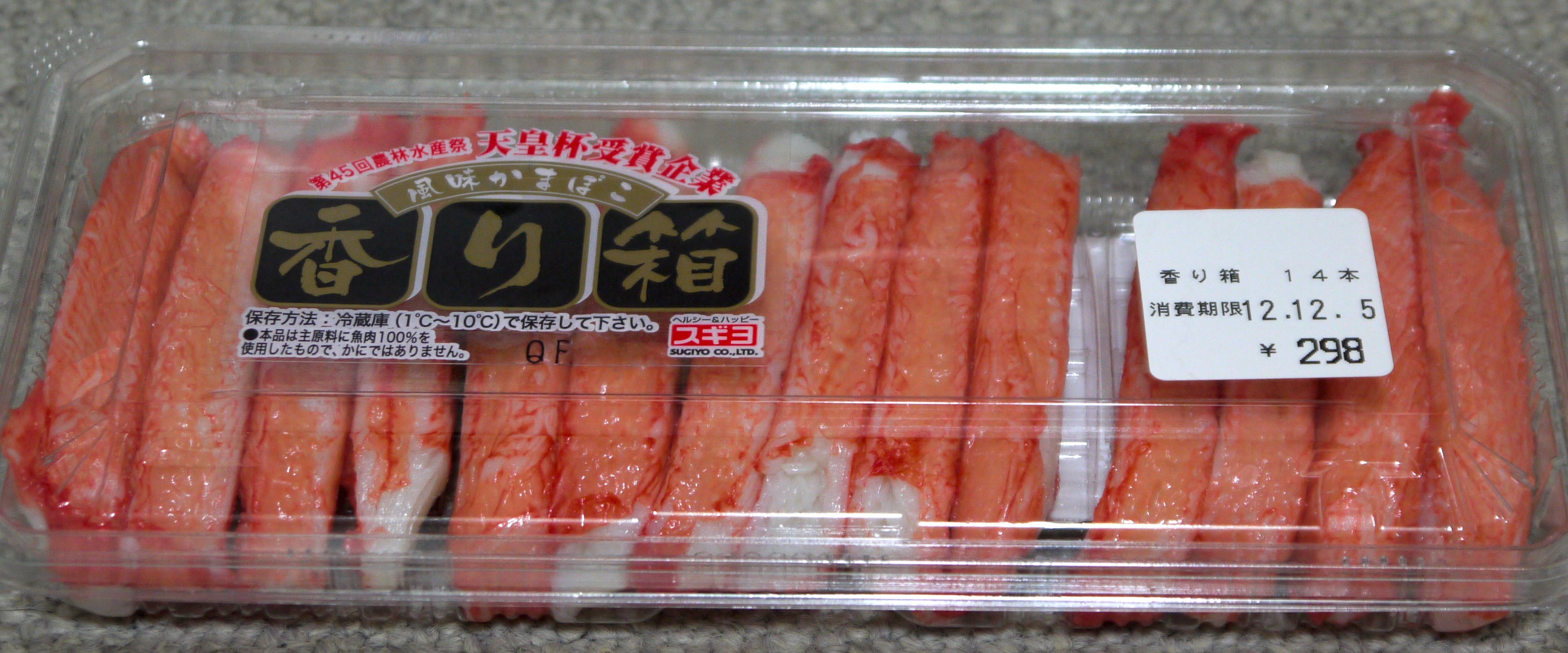
スギヨの「香り箱」

株式会社スギヨ（英語: SUGIYO Co.,Ltd）は、石川県七尾市に本社を置く日本の食品加工メーカー。

## 概要
七尾市作事町において、杉野屋与作が練物屋の「杉与商店」を創業したのが始まりとされている。1907年（明治40年）、杉与商店がちくわの製造・販売を開始した。
1972年（昭和47年）、「かに風味かまぼこ」である「珍味かまぼこ・かにあし」を製造・販売した会社として知られている。
また、長野県においてはソウルフードとなっている「ビタミンちくわ」の元祖でもある。地元北陸での販売量は3割程度で、残りの7割は主に長野県で消費されている。

## 沿革
- 1952年（昭和27年） - ビタミンちくわを発売開始[4][9][11][12]。
- 1962年（昭和37年）1月 - 法人成りにより杉与商店を株式会社杉与商店に組織変更する[4]。
- 1971年（昭和46年）3月 - 株式会社スギヨに商号を変更する[4]。
- 1972年（昭和47年） - カニカマのかにあしを発売開始[1][5][6][7][8]。
- 1983年（昭和58年）10月 - 輸出専用工場として七尾市白馬町に商業団地工場を新築する。
- 1986年（昭和62年）7月 - 米国ワシントン州アナコルテス市にスギヨ U.S.A.,INC. を設立する。
- 1988年（昭和63年）7月 - 茨城県美野里町に関係会社美野里プライムデリカ株式会社（現・美野里デリカ株式会社）を設立する
- 2008年（平成20年）4月- 株式会社高浜と業務提携。
- 2012年（平成24年）3月 - 農業事業部門が独立し農業生産法人 株式会社スギヨファームとなる（石川県内では初の事例）。
- 2016年（平成28年）10月 - 新潟市のマルタ食品株式会社を子会社化する[13]。
- 2017年（平成29年）7月 - マルタ食品株式会社の商号をマルタスギヨ株式会社と改める[14]。
- 2024年（令和6年）1月 - 能登半島地震で工場を被災し、製造が停止していたが、2月末より再開し始める。

## 所在地
事業所
- 本社・工場 - 石川県七尾市府中町員外 27番地の1
- 東京支店 - 東京都中央区築地4丁目14番15号
- 名古屋支店 - 愛知県名古屋市熱田区伝馬1-7-6
- 北陸支店 - 石川県金沢市広岡2丁目4-10
- 大阪支店 - 大阪府大阪市福島区玉川 1-8-9
- 札幌営業所 - 北海道札幌市西区二十四軒1条1丁目3番1号
- 仙台営業所 - 宮城県塩竈市貞山通3丁目1番10号 株式会社高浜内
- 長野営業所 - 長野県長野市市場 3-51
- 広島営業所 - 広島県広島市西区草津新町 2-17-19
- 福岡営業所 - 福岡県福岡市東区原田 1-43-43B-101

工場
- 北陸工場 - 石川県七尾市西三階町10-4-1
- 北海道工場 - 北海道小樽市色内3丁目11-5
- 関東工場 - 茨城県坂東市幸神平27-1
- 商業団地工場 - 石川県七尾市白馬町70部1-21
- 下関流通加工センター - 山口県下関市彦島西山町 4-16-23

## 主な商品
現在の商品は、公式サイトの商品情報を参照。

### ビタミンちくわ
1952年（昭和27年）に発売を開始したスギヨのロングセラー商品で、スケトウダラやサメ（アブラツノザメ）のすり身を原料としているちくわである。ビタミンAやビタミンEが豊富なのが特徴となっている。
魚介類が貴重な内陸県（海なし県）の長野県では7割のシェアがあり、カレーの具材としてビタミンちくわを入れたり、から揚げとして調理するなど様々な調理方法で食べられている。

### カニカマ
1972年（昭和47年）に発売を開始。当初は「珍味かまぼこかにあし」の商品名で、現在の棒状ではなくフレーク状のものとして販売。人工クラゲの開発の過程で、その失敗作がカニの風味に似ていることで誕生したとされている。派生商品として、現在の主力商品となっている「香り箱」がある。
また、2022年（令和4年）には発売50周年を記念して、パップコーン（発売時のスギヨの社長・社員を演技）と辻凪子が出演するウェブムービー『カニカマ氏、語る。』を製作。スギヨの公式YouTubeチャンネルで配信した。

## スギヨ仮面
スギヨの食育キャラクター。「平和な食卓を愛する勇気とアイデアの戦士」。額にカタカナで「ス」と入っている。モチーフがカニカマのため、スーツのカラーも白地に赤。スギヨの行っている食育活動の一環として石川県内の幼稚園や小学校へ出動し、無償で紙芝居などで食育を行っている。悪役にイヤヨヤダーがいる。
もともとFM西東京の『北脇貴士の大相撲甚句』という番組内での架空のキャラクターであったが、メソポ田宮文明によってキャラクター化、スギヨの食育キャラクターとなった。
スギヨ仮面プロフィール
出生：かにかまの生まれた昭和47年、能登・七尾に生まれる
必殺技：カニカマフラッシュ
モットー：チビッ子たちの元気な食卓を応援するぞ
キャラクターデザイン：メソポ田宮文明
テーマ曲：作詞・作曲北脇貴士